# تشارلز غوردون غريني
تشارلز غوردون غريني (بالإنجليزية: Charles Gordon Greene)‏ هو مُحرِّر وصحفي وسياسي أمريكي، ولد في 1 يوليو 1804 في الولايات المتحدة، وتوفي في 27 سبتمبر 1886 في بوسطن في الولايات المتحدة. حزبياً، نشط في الحزب الديمقراطي. وقد انتخب عضو مجلس نواب ماساتشوستس.